# Montreal Gazette
Montreal Gazette – gazeta codzienna w Montrealu, w Kanadzie w prowincji Quebec. 
Jest główną anglojęzyczną gazetą w Montrealu i służy ludności miasta posługującej się językiem angielskim, czyli około połowie mieszkańców.
Została założona w 1785 i jest najstarszą istniejącą do dzisiaj gazetą w Kanadzie.
Obecnie jej właścicielem jest korporacja Canwest Global.
Pozostałe główne codzienne gazety w Montrealu wydawane są w języku francuskim:
- Le Devoir (mały nakład, duża opiniotwórczość)
- Le Journal de Montréal (tabloid o dużym nakładzie)
- La Presse (gazeta o dużym nakładzie)